# Rejectaria splendida
Rejectaria splendida är en fjärilsart som beskrevs av William Schaus 1912. Rejectaria splendida ingår i släktet Rejectaria och familjen nattflyn. Inga underarter finns listade.